# 納氏澳洲雙鰭電鰩
納氏澳洲雙鰭電鰩（學名：Narcinops nelsoni），又稱納氏澳洲雙鰭電鱝，為軟骨魚綱電鰩目雙鰭電鰩科澳洲雙鰭電鰩屬的一種，分布於西南太平洋澳洲東部海域，深度140至540公尺，本魚尾巴的頂部有時有稍深的棕色條紋，下腹面呈淺色，體長可達31.3公分，棲息在沙泥底質海域，為夜行性底棲性魚類，屬肉食性，以多毛類及甲殼類為食，體內的發電器官，可能用來防禦或捕食，生活習性不明。